# Municipio de San Juan Lachao
El municipio de San Juan Lachao (del náhuatl: Galán del pueblo bajo) es uno de los 570 municipios que conforman al estado mexicano de Oaxaca. Pertenece al distrito de Juquila, dentro de la región costa. Su cabecera es la localidad de San Juan Lachao.

## Geografía
El municipio abarca 209.68 km² y se encuentra a una altitud promedio de 600 m s. n. m., oscilando entre 2600 y 500 m s. n. m.

## Demografía
De acuerdo al último censo, realizado por el INEGI en 2010, en el municipio habitan 4531 personas, repartidas entre 38 localidades.

## Gobierno
El municipio de San Juan Lachao se rige mediante el sistema de usos y costumbres.
| Presidente municipal      | Periodo   |
| ------------------------- | --------- |
| Claudio Ramírez Torres    | 1996-1998 |
| Ramírez Torres Martínez   | 1999-2001 |
| Pablo Guzmán Ventura      | 2002-2004 |
| Nicanor Cruz Jiménez      | 2005-2007 |
| Fernando Salina Pérez     | 2008-2010 |
| Aquilino Martínez Soriano | 2011-2013 |
| Jaime Ramírez Cortés      | 2013-2016 |
| Bernardo Sánchez Salinas  | 2017-2019 |
| Esperanza Ríos Mendoza    | 2020-2022 |
| Mario Jiménez Ramírez     | 2022-2024 |